# Lionel Bailliu
Pour les articles homonymes, voir Bailliu.
Lionel Bailliu est un réalisateur et scénariste français, né le 19 août 1969 à Paris.

## Filmographie

### Réalisateur et scénariste
- 2000 : Microsnake (court métrage)
- 2002 : Squash (court métrage)
- 2004-2007 : Élodie Bradford (série télévisée)
- 2006 : Fair Play
- 2012 : Meurtres à Saint-Malo (téléfilm)
- 2013 : Denis
- 2014 : Meurtres à Rocamadour (téléfilm)
- 2016 : Innocente (série télévisée)
- 2019 : Soupçons (série télévisée)
- 2021 : La Maison d'en face (mini-série)
- 2023 : Nouveaux Meurtres à Saint-Malo (téléfilm de la collection Meurtres à...)